# Edmond Malone
Edmond Malone (4 de outubro de 1741 – 25 de abril de 1812) foi um erudito e editor das obras de William Shakespeare, de origem irlandesa. Seu nome em certas ocasiões é escrito como Edmund.

## Biografia

### Inícios
Nasceu na cidade de Dublin, Irlanda. Seu pai, Edmond Malone, foi um parlamentar da Câmara dos Comuns e juiz do Tribunal de causas comuns na Irlanda. Edmond Malone foi educado no Trinity College de Dublin, e foi admitido em 1767 no Colégio de Advogados da Irlanda. Com a morte de seu pai em 1774, Malone conseguiu garantir seus rendimentos, e marchou a Londres, onde frequentou círculos artísticos e literários. Habitualmente, visitava o ensaísta e poeta Samuel Johnson, e colaborou na revisão e correção da biografia “A vida de Samuel Johnson” (em inglês: Life of Samuel Johnson) escrita por James Boswell, na qual também realizou comentários nas últimas quatro edições. Foi amigo do pintor Joshua Reynolds, e serviu de modelo para um retrato, que está na National Portrait Gallery de Londres.

### Carreira profissional
Malone foi testamenteiro de Reynolds, e publicou em 1798 uma coleção póstuma das obras de seu amigo, acompanhadas com uma memória. Entre suas amizades próximas encontravam-se Horace Walpole, Edmund Burke, George Canning, Oliver Goldsmith, James Caulfeild, e num princípio também estava entre seus amigos George Steevens.
Encorajado por Charlemont e Steevens, dedicou-se ao estudo cronológico dos dramas de Shakespeare em 1778, e os resultados de sua tentativa de estabelecer a ordem na qual as obras de teatro de Shakespeare foram escritas é ainda aceito. No entanto, este estudo foi seguido por dois volumes complementares publicados em 1780, que em parte consistiam de observações sobre a história do teatro isabelino e os textos de obras teatrais de procedência duvidosa. Novamente, em 1783 publicou um apêndice. Estas publicações realizaram-se após a versão apresentada por Steevens do Shakespeare de Samuel Johnson. Contudo, Malone recusou alterar algumas de suas notas na edição de Shakespeare de Isaac Reed (1785), na qual Steevens discordou profundamente, resultando num conflito entre os dois. 
Os seguintes sete anos Malone dedicou-se exclusivamente à criação de sua própria edição de Shakespeare, contida em onze volumes, e nos quais analisou a história do teatro, além disso incluiu a biografia de Shakespeare e suas críticas sobre a autenticidade das três partes da obra Henrique VI. Seu trabalho editorial foi aclamado por Burke, criticado por Walpole e amaldiçoado por Joseph Ritson. Sem dúvida nenhuma, seu trabalho editorial demonstrou uma investigação incansável e o respeito apropriado pelos textos de edições mais rápidas.
Malone publicou em 1782 uma rejeição à afirmação antiga sobre os poemas de Rowley, acusando a Thomas Chatterton de impostor. Além disso, censurou em 1786 os manuscritos sobre Irlanda de Chatterton como falsificações. Entre seus trabalhos mais importantes, está sua elaborada edição das obras do escritor John Dryden (1800). Nesta edição incluiu uma memória, e tem sido vastamente reconhecido por sua precisão e cuidado acadêmico. Em 1801, a Universidade de Dublín concedeu-lhe o título de “Doutor em Leis” (LLD). 
No momento de sua morte, Malone encontrava-se trabalhando em sua oitava edição de Shakespeare, e deixou toda a recopilação de seu trabalho a James Bowell, o Jovem, resultando na publicação final em 1821 de uma edição melhor conhecida como “Third Variorum edition” na qual esta contida em vinte e um volumes. Seu irmão maior e testamenteiro, chamado Lord Sunderlin (1738-1816), apresentou grande parte da esplendida coleção de livros de Malone, incluindo os dramas de variedades, à Biblioteca Bodleiana, a qual tempo depois comprou alguns de seus manuscritos e correspondência litería. O Museu Britânico também possui algumas das cartas de Malone e sua cópia com anotações do dicionário de Samuel Johnson.

## Cronología de obras
| Ano  | Obra |
| ---- | --- |
| 1778 | Realiza uma tentativa de estabelecer a ordem pelo qual as obras atribuídas a Shakespeare foram escritas. Este trabalho está contido em “Obras de Shakespeare, Volume I” (em inglês “Works of Shakespeare”).                  |
| 1780 | Realiza uma melhora nas edições das obras dramáticas de Shakespeare escritas por Johnson e Steevens. |
| 1787 | Uma dissertação sobre as três partes da obra de Shakespeare, "Henrique VI". |
| 1790 | Obras de Shakespeare contidas em dezesseis volumes. |
| 1792 | Carta dirigida para o Revendo Richard Farmer, e segunda edição das obras de Shakespeare, publicada em 1790, a qual contém algumas críticas.                                                                                  |
| 1796 | Investigação sobre a autenticidade de uns documentos e instrumentos legais publicados em 24 de dezembro de 1795, os quais têm sido atribuídos a Shakespeare, a Rainha Isabel I, e a Henry Wriothesley, Conde de Southampton. |